# Alfred de Schamphelaëre
Alfred de Schamphelaëre (Aubervilliers, 6 mars 1915 - Mort pour la France à Herbsheim le 2 décembre 1944) est un militaire français, Compagnon de la Libération. Combattant d'abord lors de la campagne de Norvège, il rejoint ensuite les forces françaises libres avec lesquelles il combat en Afrique et au Moyen-Orient. Lorsque son régiment est intégré à la 2e division blindée, il suit celle-ci à travers la bataille de Normandie et la Libération de Paris avant d'être tué lors de la bataille d'Alsace.

## Biographie

### Avant-guerre
Alfred de Schamphelaëre voit le jour le 6 mars 1915 à Aubervilliers, en Seine-Saint-Denis, d'un père qu'il ne connaîtra jamais car mort au combat pendant la Première Guerre mondiale quelques mois avant sa naissance. Résident à Fenain dans le Nord, il obtient son brevet supérieur puis travaille à Somain. Commençant son service militaire en octobre 1936, il est incorporé à Maubeuge dans les rangs du 509e régiment de chars de combat et en ressort en 1938 avec le grade de brigadier.

### Seconde guerre mondiale
Mobilisé à la déclaration de guerre en septembre 1939, il est affecté à Vannes au sein du 42e bataillon de chars de combat. Ce dernier prend l'appellation de 342e compagnie autonome de chars de combat et est intégrée au corps expéditionnaire qui part pour la Norvège en avril 1940. Après avoir participé à la bataille de Narvik, Alfred de Schamphelaëre et son équipage de char sont envoyés avec douze autres en Angleterre où il s'engage le 1er juillet 1940 dans les forces françaises libres et est affecté à la 1re compagnie autonome de chars de combat. Celle-ci part en Afrique en participe à la bataille de Dakar puis séjourne en Sierra Leone, au Cameroun et au Congo avant d'embarquer pour Port-Saïd, dernière étape avant la Palestine où elle prend part à la campagne de Syrie en 1941. Promu maréchal des logis le 1er janvier 1942, il devient chef de char et part en Libye où il participe à la guerre du désert et à la seconde bataille d'El Alamein où sa compagnie est déployée en appui de la 13e demi-brigade de Légion étrangère. Après avoir participé aux combats en Tripolitaine puis à la fin de la campagne de Tunisie, il est promu maréchal des logis-chef en mars 1943.
En juillet, la 1re compagnie autonome de chars de combat vient renforcer la 2e division blindée du général Leclerc en devenant une compagnie du 501e régiment de chars de combat. Équipé de M4 Sherman, le régiment suit un entraînement au Maroc puis embarque pour l'Angleterre le 21 mai 1944. Le 2 août 1944, Alfred de Schamphelaëre débarque à Utah Beach avec la 2e division. Engagé dans la bataille de Normandie, il s'illustre notamment lors de la prise d'Écouché où il attaque une colonne de camions et de chars puis en tenant pendant trois jours et trois nuit le secteur défensif que l'on lui a assigné. Lors de l'avancée de la division en direction de la capitale française, il est blessé à Nogent-le-Rotrou mais, voulant à tout prix participer à la libération de Paris, il refuse d'être évacué. Suivant le mouvement des forces alliées, il combat en Lorraine où le 3 octobre son char est détruit par un canon allemand. S'en sortant indemne, il remplace le chef blessé d'un autre char et continue le combat, prenant part à la prise de Baccarat et détruisant un char à Brouville, action pour laquelle il reçoit une citation. Bénéficiant de quelques jours de permission en novembre, il ne participe pas à la prise de Strasbourg par la 2e division blindée mais rejoint cette dernière pour poursuivre la bataille d'Alsace. Le 2 décembre, aux abords du village d'Herbsheim, Alfred de Schamphelaëre est chargé de dégager les abords d'un pont. Alors qu'il sort de son char pour constater le résultat de ses tirs, il est tué par le tir d'un sniper Allemand. D'abord inhumé à Obenheim, son corps est ensuite transféré dans la Nécropole nationale de Sigolsheim, tandis que son nom figure sur la partie arrière du monuments aux morts de la Première Guerre mondiale à Fenain.

Le monument aux morts de Fenain
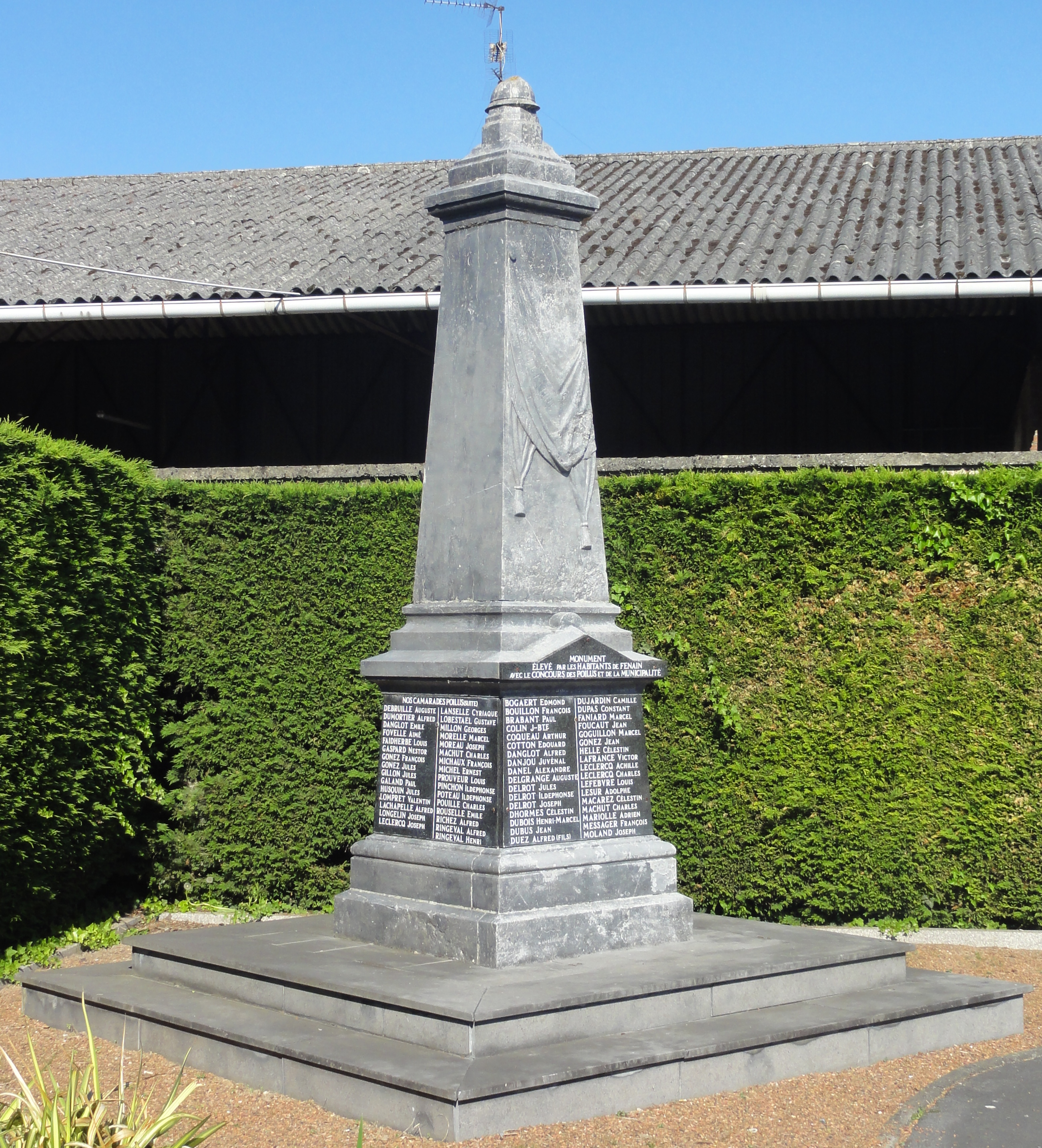
Vue générale.
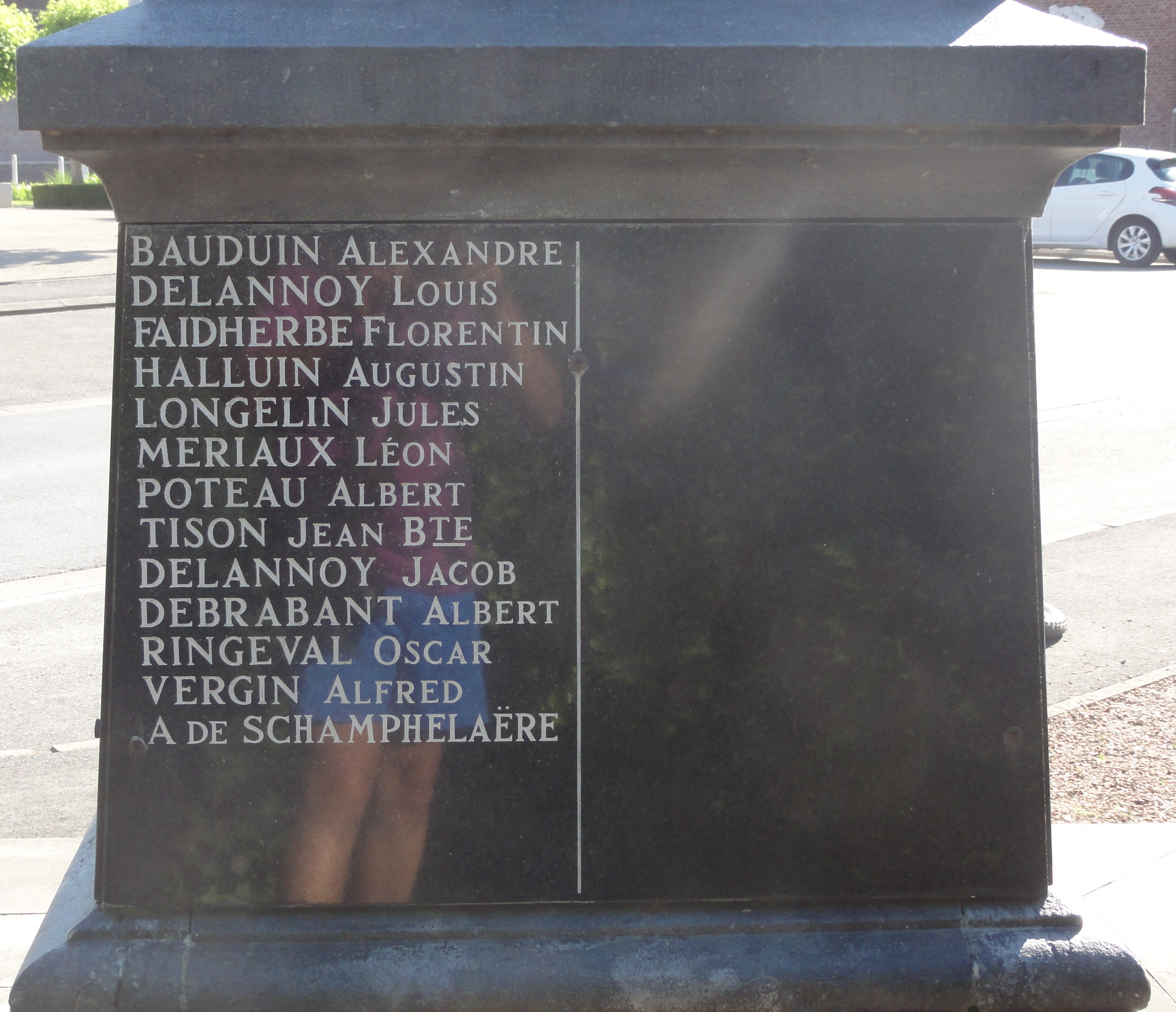
La partie arrière.

## Décorations
|  |  |  |  |  |  |
|  |  |  |  |  |  |

| Chevalier de la Légion d'honneur | Chevalier de la Légion d'honneur | Compagnon de la Libération | Compagnon de la Libération                              | Médaille militaire                                      | Médaille militaire                                      |
| Croix de Guerre 1939-1945        | Croix de Guerre 1939-1945        | Croix de Guerre 1939-1945  | Médaille commémorative française de la guerre 1939-1945 | Médaille commémorative française de la guerre 1939-1945 | Médaille commémorative française de la guerre 1939-1945 |